# Kadsura renchangiana
Kadsura renchangiana är en tvåhjärtbladig växtart som beskrevs av S. f. Lan. Kadsura renchangiana ingår i släktet Kadsura och familjen Schisandraceae. Inga underarter finns listade.